# اکینگتون، دربی‌شر
اکینگتون (به انگلیسی: Eckington) یک شهرک و محله مدنی در بریتانیا است که در North East Derbyshire واقع شده‌است. اکینگتون ۱۱٬۱۵۲ نفر جمعیت دارد.